# 부르고뉴의 플로린
부르고뉴의 플로린(Florine of Burgundy, 1083–1097)은 제1차 십자군 전쟁에 참전했던 프랑스의 여성 십자군이다.
플로린은 부르고뉴 공작 오도 1세와 부르고뉴 공작부인 시빌라의 딸이었다. 플로린과 그녀의 남편인 스웨인은 1,500명의 기병을 이끌고 제1차 십자군 원정을 떠났으며, 카파도키아 평원을 빠르게 가로질러 전진하는 동안 튀르크군과 만나 전투를 벌였다. 그러나 수적으로 열세인 스웨인은 용기의 모든 노력이나 전사의 전투 도끼로 튀르크군을 물리치지 못한 채 하루 종일 자신을 방어했으며, 플로린은 그의 편에서 용감하게 싸웠다. 그녀는 일곱 개의 화살을 맞았지만 포기하지 않고 적들과 싸워 스웨인과 함께 산으로 향하는 길을 열었다. 그들은 모든 기사와 가장 충실한 종들이 그들 주위에서 전사하는 것을 본 후 필로멜리눔의 전장에서 함께 전사했다.

## 참고 문헌
- Edgington, Susan; Sarah Lambert (2002). Gendering the Crusades. Columbia University Press. pp. 53–54. ISBN 978-0-231-12598-7.